# Arturo Torres Carrasco
Arturo Torres Carrasco (20 de outubro de 1906 - 20 de abril de 1987) foi um futebolista chileno. Ele competiu na Copa do Mundo de 1930, sediada no Uruguai.